# Goodbye, Dragon Inn
Pour plus de détails, voir Fiche technique et Distribution.
Goodbye, Dragon Inn (不散, Bú sàn, littéralement « Ne pas se disperser ») est un film taïwanais réalisé par Tsai Ming-liang, sorti en 2003.

## Synopsis
Dernière séance avant que cette salle de cinéma ferme ses portes pour toujours. Un jeune homme d'origine japonaise entre dans le cinéma pour se protéger de la pluie.
L'ouvreuse infirme et le projectionniste n'ont jamais eu l'occasion de se rencontrer bien qu'ils travaillent tous les deux dans le même cinéma. Puisque cette nuit est leur dernière chance, la jeune femme a envie de partager son fortune cake avec le beau projectionniste. Mais quand elle se rend dans la cabine de projection, il n'est pas là. Elle refuse de quitter cet endroit avant de l'avoir revu. Elle se met alors à sa recherche dans le dédale du cinéma.
Sur l'écran géant passe Dragon Gate Inn, un film d'épée chinois à succès réalisé par King Hu en 1964. L'homme japonais remarque deux individus dans la salle qui ressemblent aux acteurs du film. Plus âgés, assis dans ce cinéma vide, ils regardent et se remémorent…

## À propos du film
Good Bye, Dragon Inn est filmé en longs plans, majoritairement statiques.
Mis à part les dialogues de Dragon Gate Inn, moins de dix répliques sont échangées dans le film proprement dit.

## Fiche technique
- Titre : Good Bye, Dragon Inn
- Titre original : 不散, Bú sàn
- Réalisation : Tsai Ming-liang
- Scénario : Tsai Ming-liang
- Pays d'origine : Taïwan
- Format : Couleurs - Dolby
- Genre : Comédie dramatique
- Durée : 82 minutes
- Date de sortie : 2003

## Distribution
- Lee Kang-sheng : le projectioniste
- Chen Shiang-chyi : l'ouvreuse
- Kiyonobu Mitamura : le touriste japonais
- Chun Shih : lui-même
- Miao Tien : lui-même
- Chen Chao-jung : lui-même
- Yang Kuei-Mei : la femme mangeant des cacahuètes